# خلیل دشتی
خلیل دشتی  از سیاستمداران ایرانی بود، که در دوره‌
 چهاردهم  به‌عنوان نماینده بوشهر  در مجلس شورای ملی حضور داشت.